# Lista de filmes com temática LGBT de 1973
Esta é uma lista de filmes que contém personagens e/ou temática lésbica, gay, bissexual, ou transgênera lançados em 1973.
| Título                                                               | Diretor                                           | País                              | Gênero                       | Elenco | Anotações |
| -------------------------------------------------------------------- | ------------------------------------------------- | --------------------------------- | ---------------------------- | --- | --- |
| L'Amour                                                              | Andy Warhol, Paul Morrissey                       | EUA                               | Experimental, Drama          | Michael Sklar, Donna Jordan, Max Delys, Patti D'Arbanville, Karl Lagerfeld, Coral Labrie                      | |
| Andy Warhol                                                          | Lana Jokel                                        | EUA                               | Documentário                 | Andy Warhol, Brigid Berlin, Henry Geldzahler, Paul Morrissey, Viva                                            | O artista titular fala sobre a vida, sociedade, dinheiro, e arte                                                                                               |
| Un ange au paradis                                                   | Jean-Pierre Blanc                                 | França                            | Comédia, Drama               | Michel Aumont, Catherine Samie, Mimi Young, Bulle Ogier, Tilda Thamar, Valérie Wilson                         | Um coveiro entediado casado com uma ex-prostituta se apaixona por uma mulher trans                                                                             |
| August and July                                                      | Murray Markowitz                                  | Canadá                            | Romance, Drama               | Alexa De Wiel, Sharon Smith                                                                                   | Primeiro filme canadense de temática lésbica |
| Les Avaleuses                                                        | Jesus Franco                                      | França                            | Terror, Erótico              | Lina Romay, Jack Taylor, Alice Arno, Monica Swinn, Jesus Franco, Luis Barboo                                  | Uma condessa vampira muda nimfomaníaca sempre drena seus parceiros sexuais                                                                                     |
| Baba Yaga                                                            | Corrado Farina                                    | Itália, França                    | Terror                       | Carroll Baker, Isabelle De Funès, George Eastman                                                              | Baseado no quadrinho Valentina de Guido Crepax |
| A Bigger Splash                                                      | Jack Hazan                                        | Reino Unido                       | Documentário, Biográfico     | David Hockney, Peter Schlesinger, Mo Mac Dermott                                                              | Retrata o término do relacionamento entre Hockney e Schlesinger                                                                                                |
| Black Mama, White Mama                                               | Eddie Romero                                      | Filipinas, EUA                    | Ação, Drama Suspense         | Pam Grier, Margaret Markov, Sid Haig, Lynn Borden, Zaldy Zshornack, Laurie Burton                             | Exploitation onde duas prisioneiras acorrentadas juntas escapam pela floresta                                                                                  |
| Cleopatra Jones                                                      | Jack Starrett                                     | EUA                               | Ação, Comédia                | Tamara Dobson, Bernie Casey, Shelley Winters                                                                  | Blaxploitation |
| The Closet                                                           | Fred Halsted                                      | EUA                               | Curta                        | | Um jovem estressado contrata um massagista musculoso |
| Contes immoraux                                                      | Walerian Borowczyk                                | França                            | Drama, Romance               | Lise Danvers, Paloma Picasso, Charlotte Alexandra, Fabrice Luchini, Florence Bellamy, Pascale Christophe      | trad. Contos Imorais |
| I corpi presentano tracce di violenza carnale                        | Sergio Martino                                    | Itália                            | Terror, Mistério             | Suzy Kendall, Tina Aumont, Luc Merenda, John Richardson, Roberto Bisacco, Ernesto Colli                       | trad. Torso |
| Don Juan ou si don Juan était une femme                              | Roger Vadim                                       | França, Itália                    | Romance, Drama               | Brigitte Bardot, Robert Hossein, Jane Birkin,Mathieu Carrière, Michèle Sand, Maurice Ronet                    | |
| Erotikus: A History of the Gay Movie                                 | Tom DeSimone                                      | EUA                               | Documentário, Erótico        | Fred Halsted, Poco Alan, Gary Conway                                                                          | Examina as revistas 'músculo' dos anos 40 até o começo dos 60, os pornôs 'softcore' do final dos 60, e como esses se desenvolveram até virarem longa metragens |
| Féminin-féminin                                                      | Henri Calef, João Correa                          | França, Bélgica                   | Drama, Romance               | Olga Georges-Picot, Marie-France Pisier, François Leccia, Pierre Brice, Arlette Schreiber, Anne Funck         | Uma esposa reprimida se apaixona e foge com outra mulher |
| The Final Programme                                                  | Robert Fuest                                      | Reino Unido                       | Ficção Científica            | Jon Finch, Jenny Runacre, Sterling Hayden, Harry Andrews, Hugh Griffith, Julie Ege                            | Um homem procura a invenção de seu pai falecido, o design para um ser humano auto-replicante                                                                   |
| Furyô anego den: Inoshika Ochô (不良姐御伝 猪の鹿お蝶)               | Norifumi Suzuki                                   | Japão                             | Ação, Crime                  | Reiko Ike, Christina Lindberg, Akemi Negishi, Ryôko Ema, Yôko Hori, Naomi Oka                                 | trad. Sexo & Fúria Uma mulher procura pelos assassinos de seu pai                                                                                              |
| Geh, zieh dein Dirndl aus                                            | Sigi Rothemund                                    | Alemanha Ocidental                | Comédia                      | Elisabeth Volkmann, Alexander Grill, Marie Ekorre, Rinaldo Talamonti, Walter Klinger                          | Um homem finge ser gay para se aproximar da filha de um rico, mas o seu motorista, que realmente é gay, se torna um obstáculo                                  |
| A Ghost of a Chance                                                  | Gorton Hall                                       | EUA                               | Erótico, Fantasia            | Roy Clark, Glenn Brock, Jimmy Hughes                                                                          | [ 17 ] |
| The Golden Road                                                      | Douglas Camfield                                  | Reino Unido                       | Drama                        | Neville Barber, Nicholas Barnes, Karen Corti, Joyce Heron, Katy Manning, Olive McFarland                      | Primeiro drama lésbico feito para a TV britânica |
| Una Gota De Sangre Para Morir Amando                                 | Eloy de la Iglesia                                | Espanha                           | Crime, Suspense              | Sue Lyon, Christopher Mitchum, Jean Sorel, Ramon Pons, Charly Bravo                                           | Uma enfermeira tenta dar alívio a condenados a morte |
| La Grande Bouffe                                                     | Marco Ferreri                                     | França, Itália                    | Comédia, Drama               | Marcello Mastroianni, Michel Piccoli, Philippe Noiret, Ugo Tognazzi, Andréa Ferréol                           | [ 20 ] |
| Le guerriere dal seno nudo                                           | Terence Young                                     | Itália, França, Espanha           | Aventura, Ação               | Alena Johnston, Sabine Sun, Rosanna Yanni                                                                     | trad. A Guerra das Fêmeas Sobre as guerreiras Amazonas |
| Hammam al-Malatily (حمام الملاطيلي)                                  | Salah Abouseif, Abdelfattah Madboly               | Egito                             | Drama                        | Muhammad Al-Araby, Youssef Chaban, Shams El-Barudy, Fayez Halawa, Nimat Mukhtar                               | Adaptação do romance homônimo de Ismåeel Walieddin Um jovem começa a trabalhar em uma casa de banho frequentada por uma clientela gay                          |
| Invasion of the Bee Girls                                            | Denis Sanders                                     | EUA                               | Terror, Erótico              | William Smith, Anitra Ford, Victoria Vetri, Cliff Osmond, Wright King, Ben Hammer                             | Homens de uma cidade começam a morrer de insuficiência cardíaca por exaustão sexual                                                                            |
| Jeunes filles impudiques                                             | Jean Rollin                                       | França                            | Experimental, Comédia, Crime | Joëlle Coeur, Gilda Arancio, Marie Hélène Règne, Willy Braque, Pierre Julien, François Brincourt              | Duas mochileiras acabam se envolvendo com uma gangue de ladrões e suas joias roubadas                                                                          |
| J'irai comme un cheval fou                                           | Fernando Arrabal                                  | França                            | Drama                        | Emmanuelle Riva, George Shannon, Hachemi Marzouk, Marco Perrin, François Chatelet, Marie France               | trad. Irei Como Um Cavalo Louco Um fugitivo encontra um homem selvagem no deserto e o convence a voltar com ele para a cidade                                  |
| Kyôfu Joshikôkô: Bôkô Rinchi Kyôshitsu (恐怖女子高校 暴行リンチ教室) | Norifumi Suzuki                                   | Japão                             | Erótico, Ação                | Miki Sugimoto, Reiko Ike, Seiko Saburi, Misuzu Ôta, Rie Saotome, Yuuko Mizusawa                               | Três novas alunas de um colégio feminino estrito devem lutar contra uma administração corrupta, colegas sadistas, e políticos corruptos                        |
| The Last of Sheila                                                   | Herbert Ross                                      | EUA                               | Drama, Suspense              | Richard Benjamin, Dyan Cannon, James Coburn, James Mason, Ian MacShane, Raquel Welch                          | |
| Love Me My Way                                                       | Theodore Gershuny                                 | EUA                               | Terror                       | George Shannon, Mary Woronov, Lynn Lowry, Monique van Vooren, Maureen Byrnes                                  | Também conhecido como Sugar Cookies Um produtor mata uma atriz e encoberta o crime como um suicídio, mas a namorada dela descobre a verdade e planeja vingança |
| Ludwig                                                               | Luchino Visconti                                  | Itália, França                    | Drama                        | Helmut Berger, Trevor Howard, Silvana Mangano, Romy Schneider, Gert Fröbe, John Moulder Brown                 | Baseado na vida de Luís II da Baviera. |
| A Mãe e a Puta                                                       | Jean Eustache                                     | França                            | Drama, Romance               | Bernadette Lafont, Jean-Pierre Léaud, Françoise Lebrun                                                        | |
| Le mariage à la mode                                                 | Michel Mardore                                    | França                            | Drama                        | Catherine Jourdan, Yves Beneyton, Maurice Bénichou, Sylvette Cabrisseau, Geraldine Chaplin, Philippe Clévenot | [ 28 ] |
| Le Monache di Sant'Arcangelo                                         | Domenico Paolella (creditado como Paolo Domenici) | Itália                            | Erótico                      | Anne Heywood, Luc Merenda, Ornella Muti                                                                       | trad. As Freiras de Santo Arcangelo |
| La montaña sagrada                                                   | Alejandro Jodorowsky                              | México, EUA                       | Fantasia, Drama              | Alejandro Jodorowsky, Horacio Salinas, Zamira Saunders                                                        | |
| A Noite Americana                                                    | François Truffaut                                 | França, Itália                    | Comédia, Drama               | Jacqueline Bisset, Valentina Cortese, Jean-Pierre Léaud, Jean-Pierre Aumont                                   | |
| Palace                                                               | Syd Dutton, Scott Runyon                          | EUA                               | Curta                        | | O único filme composto de uma performance ao vivo do grupo drag The Cockettes                                                                                  |
| Papillon                                                             | Franklin J. Schaffner                             | EUA                               | Drama, Biográfico            | Steve McQueen, Dustin Hoffman, Victor Jory, Don Gordon, Anthony Zerbe                                         | |
| Peluquero de señoras                                                 | René Cardona Jr.                                  | México                            | Comédia                      | Héctor Lechuga, Tere Velázquez, Alejandro Suárez, Evita Muñoz, Kippy Casado, René Cardona                     | Um famoso cabeleireiro gay não pode ir em um evento importante da indústria e contrata um sósia para ir em seu lugar                                           |
| Pickup’s Tricks                                                      | Gregory Pickup                                    | EUA                               | Documentário                 | Allen Ginsberg, Hibiscus, The Cockettes                                                                       | Sobre personalidades do teatro queer do começo dos anos 70 |
| The Picture of Dorian Gray                                           | Glenn Jordan                                      | EUA                               | Terror                       | Shane Briant, Nigel Davenport, Fionnula Flanagan, Vanessa Howard, Charles Aidman, John Karlen                 | Adaptação do romance O Retrato de Dorian Gray de Oscar Wilde                                                                                                   |
| La piel del Amor                                                     | Mario David                                       | Argentina                         | Romance, Drama               | Susana Giménez, Claudio García Satur, Héctor Alterio, David Llewelyn, Jesús Berenguer                         | Uma mulher seduz um jovem para satisfazer os desejos de seu marido gay                                                                                         |
| Po Sledam Bremenskikh Muzykantov                                     | Vasiliy Livanov                                   | União Soviética                   | Animação, Curta              | Muslim Magomayev, Elmira Zherzdeva, Gennadiy Gladkov, Anatoliy Gorokhov                                       | Uma continuação de Bremenskie muzykanty, de 1969, vagamente baseado no conto Os Músicos de Bremen                                                              |
| Poszukiwany, poszukiwana                                             | Stanislaw Bareja                                  | Polônia                           | Comédia                      | Wojciech Pokora, Jolanta Bohdal, Mieczyslaw Czechowicz, Maria Chwalibog, Jerzy Dobrowolski                    | Um empregado do museu é falsamente acusado de roubar um quadro valioso e se disfarça de mulher para evitar as autoridades                                      |
| A Reflection of Fear                                                 | William A. Fraker                                 | EUA                               | Terror                       | Robert Shaw, Sally Kellerman, Sondra Locke, Signe Hasso, Mary Ure, Mitchell Ryan                              | trad. A Imagem do Medo |
| So Long, Blue Boy                                                    | Gerald Gordon                                     | EUA                               | Drama                        | Arthur Franz, Richard Gates, Neile Adams                                                                      | Segue a jornada romântica de um jovem artista gay |
| Some Call It Loving                                                  | James B. Harris                                   | EUA                               | Drama                        | Zalman King, Carol White, Tisa Farrow                                                                         | Também conhecido como Sleeping Beauty Co-roteirizado por John Collier, baseado em seu conto homônimo                                                           |
| Sons of Satan                                                        | Tom DeSimone                                      | EUA                               | Erótico, Terror              | Ned Burke, Carl Ford, Bill North                                                                              | Um homem a procura do irmão descobre que ele entrou em um culto de vampiros gays satanistas                                                                    |
| Steambath                                                            | Burt Brinckerhoff                                 | EUA                               | Drama                        | Bill Bixby, Stephen Elliott, Herb Edelman, Valerie Perrine, Kenneth Mars                                      | Um grupo de pessoas acorda em um banho de vapor e não conseguem sair Baseado na peça homônima de Bruce Jay Friedman                                            |
| Storia di una monaca di clausura                                     | Domenico Paolella                                 | Itália, França, Alemaha Ocidental | Erótico                      | Catherine Spaak, Eleonora Giorgi, Suzy Kendall                                                                | Uma jovem é enviada por seus pais a um convento e descobre o lesbianismo das freiras reprimidas                                                                |
| Storie scellerate                                                    | Sergio Citti                                      | Itália                            | Comédia                      | Silvano Gatti, Enzo Petriglia, Sebastiano Soldati, Santino Citti, Giacomo Rizzo, Gianni Rizzo                 | Em 1850, dois homens condenados a morte esperam sua execução e contam histórias obscenas                                                                       |
| Sulphur                                                              | Derek Jarman                                      | Reino Unido                       | Curta                        | | [ 44 ] |
| Summer Wishes, Winter Dreams                                         | Gilbert Cates                                     | EUA                               | Drama                        | Joanne Woodward, Martin Balsam, Sylvia Sidney                                                                 | |
| Theatre of Blood                                                     | Douglas Hickox                                    | Reino Unido                       | Terror, Comédia              | Vincent Price, Diana Rigg, Ian Hendry, Harry Andrews, Coral Browne, Jack Hawkins                              | [ 45 ] |
| Thriller – en grym film                                              | Bo Arne Vibenius                                  | Suécia                            | Drama, Suspense              | Christina Lindberg, Heinz Hopf, Despina Tomazani, Per-Axel Arosenius, Solveig Andersson, Björn Kristiansson   | trad. Thriller - um filme cruel Exploitation |
| Toda Nudez Será Castigada                                            | Arnaldo Jabor                                     | Brasil                            | Drama                        | Paulo Porto, Darlene Glória, Elza Gomes, Paulo César Peréio, Isabel Ribeiro, Henriqueta Brieba                | |
| Toni, Randi, & Marie                                                 | Ron Hallis                                        | Canadá                            | Documentário                 | Rita Lafontaine, Luc Plamondon, Jacques Vallée                                                                | Segue o dia a dia de uma estrela de cabaré drag, uma prostituta trans, e uma prostituta cis                                                                    |
| Truck It                                                             | Fred Halsted                                      | EUA                               | Curta, Erótico               | Roger Huckstex                                                                                                | [ 48 ] |
| Willow Springs                                                       | Werner Schroeter                                  | Alemanha Ocidental                | Drama                        | Magdalena Montezuma, Christine Kaufmann, Ila von Hasperg, Michael O'Daniels                                   | [ 49 ] |
| Die Zärtlichkeit der Wölfe                                           | Ulli Lommel                                       | Alemanha Ocidental                | Suspense, Terror             | Kurt Raab, Jeff Roden, Margit Carstensen, Ingrid Caven, Wolfgang Schenck, Rainer Werner Fassbinder            | trad. A Ternura dos Lobos |